# Antón Santamarina
Antón Luís Santamarina Fernández (San Martín de Suarna, A Fonsagrada, 18 de febrer de 1942) és un lingüista gallec, catedràtic de filologia romànica a la Facultat de Filologia de la Universitat de Santiago de Compostel·la i membre de la Real Academia Galega. És un expert en lexicografia reconegut internacionalment.

## Trajectòria professional
Estudià Filosofía i Lletres a la Universitat de Santiago, graduant-se el 1967 amb la memòria de llicenciatura Vocabulario del Valle del Suarna i es doctorà el 1973 amb la tesi El habla del valle de Suarna, sobre els dialectes orientals del gallec i en concret de la parla de Navia de Suarna, tsi dirigida per Constantino García.
Simultanejà el càrrec de professor de la Universitat de Santiago amb el de director de l'Instituto da Lingua Galega entre 1971 i 2004. Fou secretari de l'Instituto da Lingua Galega des del 1977, fins al 1991, deixant el càrrec el 2005.
També fou secretari del departament de Llengua Gallega a la Xunta preautonòmica el 1979, càrrec que li va permetre començar amb la inplantació de l'ensenyament del gallec a EGB i BUP. Des de 1979 és secretari de la Comissió de Toponímia de la Consellería de Educación e Ordenación Universitaria.
El 1983 ontingué la càtedra de Filologia Romànica a Cadis però va romandre a la Universitat de Santiago, fins que el setembre de 1983 hi obtingué la plaça.
El 24 d'octubre de 1988 ingressà en la Real Academia Galega amb el discurs A linguaxe e as linguas: Ramón Piñeiro revisitado ós 30 anos do seu ingreso na Real Academia Galega. Fou presentat per Ramón Piñeiro López, Marino Dónega Rozas i Carlos Casares Mouriño.
Entre 1992 i 1997 fou vicepresident del Consello da Cultura Galega.

## Obra
El 1971, junto a Guillermo Rojo, Ramón Lorenzo i José Luis Couceiro, publicà els llibres de text Galego 1, 2 e 3 (1971-1974). Aquell darrer any començà a dirigir la revista Verba. Anuario galego de Filoloxía, des del primer número fins al núm. 13, el 1986, quan esdevingué secretari de la publicació.
Participà en nombroses obres col·lectives fonamentals en la fixació estàndard i en la recerca lexicogràfica i etnolingüística gallega. Participà en l'elaboració de la primera edició de les Normas Ortográficas e Morfolóxicas do Idioma Galego (1982); coescriví el Cancioneiro Galego amb Dorothé Schubart; col·laborà i dirigí l'Atlas Lingüístico Galego (1987-2003); coordinà amb Constantino García González, el Diccionario da Lingua Galega editat per la Real Academia Galega-Instituto da Lingua Galega (1990); ifou coordinador amb Manuel González González, del Vocabulario Ortográfico da Lingua Galega (VOLGa), editat també per la Real Academia Galega-Instituto da Lingua Galega el 2004.
Des de 1986 dirigeix des de l'ILG el Tesouro Informatizado da Lingua Galega (TILGA), una base de dades amb 11.409.358 registres (novembre de 2007) extrets de texts publicats des de 1612 fins ara.
Dirigí el Diccionario de Diccionarios (1998-2002), editat en format electrònic per l'Instituto da Lingua Galega i patrocinai per la Consellería de Educación e Ordenación Universitaria. Una tercera edició conté més de 300.000 entrades extretes de 25 diccionaris i vocabularis editats o inèditos, així com de texts de fra Martín Sarmiento.